# Imiona perskie
Imiona perskie – rodzime imiona używane przez Persów. Najstarsze z nich, używane przez mieszkańców Starożytnej Persji i pochodzące z języka staroperskiego, były imionami królów z dynastii Achemenidów, m.in. Haxāmaniš (Achemenes), Cišpiš (Teispes), Kuruš (Cyrus I) i Dāraya-vauš (Dariusz I Wielki). 
Współcześnie imiona pochodzenia perskiego współistnieją w Iranie, Afganistanie i Tadżykistanie z imionami arabskimi. Niektóre (jak Dariusz czy Roksana) zyskały międzynarodową popularność i nadawane są także w Polsce. 